# Попівка (Ізюмський район)
Попі́вка (МФА: [popiŭka] ( прослухати)) —  село в Україні, у Балаклійському районі Харківської області. Населення становить 41 осіб. До 2020 орган місцевого самоврядування — Асіївська сільська рада.

## Географія
Село Попівка знаходиться на березі річки Чепіль, вище за течією знаходиться водосховище Чепіль і село Успенське, нижче за течією за 2 км село Шевелівка.

## Історія
12 червня 2020 року, відповідно до Розпорядження Кабінету Міністрів України  № 725-р «Про визначення адміністративних центрів та затвердження територій територіальних громад Харківської області», увійшло до складу Балаклійської міської територіальної громади.
19 липня 2020 року, в результаті адміністративно-територіальної реформи та ліквідації Балаклійського району, село увійшло до складу новоутвореного Ізюмського району.

## Економіка
В селі є молочно-товарна ферма.